# Italië op het Eurovisiesongfestival 2025

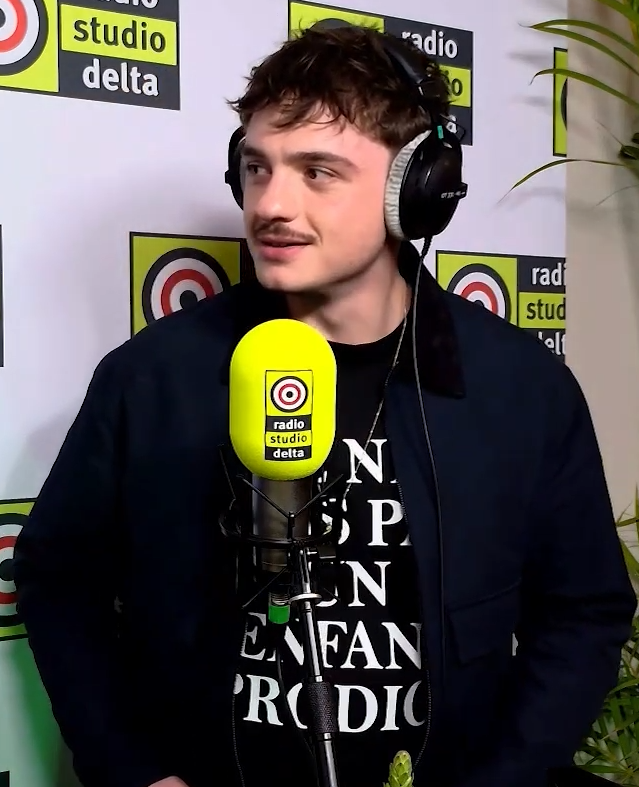
Olly won de San Remo finale

Italië neemt deel aan het Eurovisiesongfestival 2025, dat gehouden wordt in Bazel. Het is de 51ste deelname van het land aan het Eurovisiesongfestival. De RAI was verantwoordelijk voor de Italiaanse bijdrage voor de editie van 2025.

## Selectieprocedure
Italië gaf net als de voorgaande jaren de winnaar van het Festival van San Remo de mogelijkheid om naar het Eurovisiesongfestival te gaan. Indien de winnaar van het festival afziet van de optie om Italië te vertegenwoordigen, heeft de RAI de mogelijkheid om zelf een kandidaat te selecteren.
Het Festival van San Remo 2022 loopt van 11 februari tot en met 15 februari 2025. De presentatie werd verzorgd door Carlo Conti. 
Tijdens de eerste avond treden alle 30 kandidaten op. De top 5 werd telkens in random-order vermeld aan het einde van de show. Tijdens de tweede en derde avond treden telkens 15 kandidaten op. De vierde avond is de traditionele coveravond. Elke artiest zingt hier een cover, solo of in duet met een andere artiest. Giorgia won samen met Annalisa met een cover van Skyfall. Deze avond is echter een toevoeging, en telt niet mee met de gewone puntentelling. 
Op de vijfde en laatste avond treden alle 30 kandidaten voor een laatste keer op. De top 5 stootte door naar de superfinale. Op de avond van de finale stond Giorgia bovenaan de lijst van de bookmakers gevolgd door Olly en Fedez. Giorgia bleek de favoriet van de jury's te zijn, maar haalde net de superfinale niet. 
De superfinale bestond volledig uit mannelijke soloartiesten. Hoewel Olly bij zowel de vak- en de persjury 2de eindigde, won hij de televoting met 31%. In de eindranking haalde hij slechts 0,35% meer dan de runner-up Lucio Corsi.
Op 22 februari 2025 kondigde Olly op sociale media aan om niet naar het Songfestival te gaan. Dit is de eerste keer sinds 2016 dat de winnaar van San Remo niet naar het Songfestival gaat. Lucio Corsi, de runner-up werd intern gekozen met zijn nummer Volevo essere un duro.  
| Rank | Artiest           | Lied                    | 1e ranking | 2e ronde ranking | 2e ronde ranking | 2e ronde ranking | %     |
| Rank | Artiest           | Lied                    | 1e ranking | Radio jury       | Press jury       | Televote         | %     |
| Rank | Artiest           | Lied                    | 1e ranking | Radio jury       | Press jury       | %                | %     |
| ---- | ----------------- | ----------------------- | ---------- | ---------------- | ---------------- | ---------------- | ----- |
| 1    | Olly              | "Balorda nostalgia"     | 2          | 2                | 2                | 31.05%           | 23.8% |
| 2    | Lucio Corsi       | "Volevo essere un duro" | 3          | 1                | 1                | 25.70%           | 23.4% |
| 3    | Brunori Sas       | "L'albero delle noci"   | 1          | 3                | 3                | 16.6%            | 20.3% |
| 4    | Fedez             | "Battito"               | 5          | 5                | 4                | 20.5%            | 17.7% |
| 5    | Simone Cristicchi | "Quando sarai piccola"  | 4          | 4                | 5                | 6.1%             | 14.8% |

## In Bazel
Gezien Italië deel uitmaakt van de Big Five, mocht het land rechtstreeks naar de finale op zaterdag. Lucio Corsi trad aan als 14de act na Finland en voor Polen. Het land eindigde op een knappe vijfde plaats met 256 punten. Opnieuw was het land zeer geliefd bij de vakjury's. De Zwitserse, Portugese, Sloveense, Georgische, Kroatische en San Marinese jury's gaven de 12 punten aan Italië. 

#### Punten gegeven door Italië
| Score     | 1e halve finale |                     | Finale      | Finale |
| Score     | Televoting      | Vakjury             | Televoting  |        |
| 12 punten | San Marino      | Verenigd Koninkrijk | San Marino  |        |
| 10 punten | Albanië         | Estland             | Albanië     |        |
| 8 punten  | Estland         | Duitsland           | Israël      |        |
| 7 punten  | Oekraïne        | Denemarken          | Estland     |        |
| 6 punten  | Zweden          | San Marino          | Oekraïne    |        |
| 5 punten  | Nederland       | Malta               | Zweden      |        |
| 4 punten  | IJsland         | Zwitserland         | Oostenrijk  |        |
| 3 punten  | Polen           | Albanië             | Polen       |        |
| 2 punten  | Noorwegen       | Oekraïne            | Griekenland |        |
| 1 punt    | Portugal        | Finland             | Noorwegen   |        |

1956 · 1957 · 1958 · 1959 · 1960 · 1961 · 1962 · 1963 · 1964 · 1965 · 1966 · 1967 · 1968 · 1969 · 1970 · 1971 · 1972 · 1973 · 1974 · 1975 · 1976 · 1977 · 1978 · 1979 · 1980 · 1981-1982 · 1983 · 1984 · 1985 · 1986 · 1987 · 1988 · 1989 · 1990 · 1991 · 1992 · 1993 · 1994-1996 · 1997 · 1998-2010 · 2011 · 2012 · 2013 · 2014 · 2015 · 2016 · 2017 · 2018 · 2019 · 2020 · 2021 · 2022 · 2023 · 2024 · 2025
Albanië · Armenië · Australië · Azerbeidzjan · België · Cyprus · Denemarken · Duitsland · Estland · Finland · Frankrijk · Georgië · Griekenland · Ierland · IJsland · Israël · Italië · Kroatië · Letland · Litouwen · Luxemburg · Malta · Montenegro · Nederland · Noorwegen · Oekraïne · Oostenrijk · Polen · Portugal · San Marino · Servië · Slovenië · Spanje · Tsjechië · Verenigd Koninkrijk · Zweden · Zwitserland